# دوز طاهر اوبا
دوز طاهر اوبا (به ترکی آذربایجانی: Düztahiroba) یک منطقه مسکونی در جمهوری آذربایجان است که در شهرستان خاچماز و در دهیاری یالاما واقع شده‌است.